# (249) Ilse
(249) Ilse – planetoida z pasa głównego asteroid okrążająca Słońce w ciągu 3 lat i 244 dni w średniej odległości 2,38 j.a. Została odkryta 16 sierpnia 1885 roku w Clinton położonym w hrabstwie Oneida w stanie Nowy Jork przez Christiana Petersa. Nazwa planetoidy pochodzi od Ilse, legendarnej księżniczki germańskiej.